# لورينزو لوبيز
لورينزو لوبيز (بالإنجليزية: Lorenzo Lopez)‏ هو لاعب كرة قدم أمريكي في مركزي الوسط والدفاع، ولد في 1 نوفمبر 2001 في أوريغن سيتي في الولايات المتحدة. لعب مع بروتلاند تيمبرز 2.